# Distrito de Călărași (Moldavia)
El distrito de Călărași es uno de los distritos (en rumano: raion) en el noreste de Moldavia.
Su centro administrativo (Oraș-reședință) es la ciudad de Călărași. En el censo 2014 tenía una población de 64 401 habitantes.
Esta región es muy popular por sus vinos y su coñac. Cuando la República de Moldavia era parte de la Unión Soviética, su vino era conocido por toda la URSS.[cita requerida]

## Subdivisiones
Comprende la ciudad de Călărași con su pedanía Oricova y las siguientes comunas:
- Bahmut
- Bravicea
- Buda
- Căbăiești
- Dereneu
- Frumoasa
- Hirova
- Hîrjauca
- Hoginești
- Horodiște
- Meleșeni
- Nișcani
- Onișcani
- Păulești
- Peticeni
- Pitușca
- Pîrjolteni
- Răciula
- Rădeni
- Sadova
- Săseni
- Sipoteni
- Temeleuți
- Tuzara
- Țibirica
- Vălcineț
- Vărzăreștii Noi